# Spicheren
Spicheren é uma comuna francesa na região administrativa de Grande Leste, no departamento de Mosela. Estende-se por uma área de 8,11 km². Em 2010 a comuna tinha 3 279 habitantes (densidade: 404,3 hab./km²).